# Acordulecera maculata
Acordulecera maculata – gatunek błonkówki z podrzędu rośliniarek i rodziny Pergidae.

## Taksonomia
Gatunek ten został opisany w 1908 roku przez Alexandra MacGillivraya. Jako miejsce typowe podał on miasto Ithaca w stanie Nowy Jork. Lektotyp (samica) został wyznaczony przez Theodora Frisona w 1927.

## Zasięg występowania
Wschodnia część Ameryki Północnej, występuje w południowo-wschodniej Kanadzie, oraz wschodniej części USA od Nowego Jorku i Illinois na płn. po Wirginię na płd..